# Сумська обласна рада V скликання
Обласна рада попереднього скликання відповідно до статті 16 Закону України "Про вибори депутатів Верховної Ради Автономної Республіки Крим, місцевих рад та сільських, селищних, міських голів" 29 листопада 2005 року прийняла рішення про загальний склад обласної ради п'ятого скликання у кількості 90 мандатів. Для участі у виборах депутатів обласної ради 5 скликання територіальною виборчою комісією було зареєстровано 42 списки кандидатів у депутати, висунутих місцевими організаціями політичних партій (блоків).
За підсумками виборів обласна територіальна виборча комісія на підставі протоколів окружних виборчих комісій про результати голосування і виборів депутатів обласної ради, згідно зі ст. 74 виборчого закону прийняла відповідне рішення щодо обрання 90 депутатів обласної, зокрема отриманих виборчим списком в розрізі обласних організацій партій (виборчих блоків обласних організацій політичних партій):
    Блок Наталії Вітренко «Народна опозиція»-Сумські обласні організації Прогресивної соціалістичної партії України та партії «Русько-український союз»(Русь) (5)

    «Блок Юлії Тимошенко» - виборчий блок політичних партій «Всеукраїнське об’єднання «Батьківщина», Українська соціал- демократична партія(42)

    Сумська обласна організація Комуністичної партії України(7)

     Сумська обласна організація політичної партії «Народний Союз Наша Україна»(17)

    Сумська обласна організація Соціалістичної партії України(11)

     Сумське обласне відділення Партії регіонів(8)
Як показав аналіз обраного депутатського корпусу, найбільше депутатів обласної ради проживає в м. Суми — 47 депутатів; міста Охтирку, Шостку та Ромни будуть представлять відповідно шість, п'ять та чотири депутати, по три депутати обласної ради проживають у м.Конотоп, Білопільському і Сумському районах, по 2- в містах Глухів та Лебедин, Великописарівському, Краснопільському, Недригайлівському і Роменському районах, по 1 депутату — в Конотопському, Липоводолинському, Охтирському, Путивльському, Тростянецькому, Ямпільському районах.
На жаль, не представлені в обласній раді депутати від 6 районів, а саме: Буринського, Глухівського, Кролевецького, Лебединського, С-Будського, Шосткинського районів.
Також до складу ради увійшли по одному депутату — мешканці міст Києва та Чернігова. За віком: наймолодшому депутату обласної ради 22 роки, найбільш досвідченому —  66. Середній вік депутатського корпусу становить 53 роки.
До депутатського корпусу увійшли 16 жінок. За сферою діяльності найбільшу питому вагу представляють управлінці, їх — 63, підприємців — 4, помічників - консультантів народних депутатів — 4, тимчасово не працюючих — 4, викладачів — 3, лікарів — 2, пенсіонерів — 2, працівників громадських організацій — 2, журналістів — 2, економістів, охоронців, інженерів — по одному. Студентка — теж одна.   В обласному парламенті 16 жінок.
Засідання першої сесії відбулось 28.04.2006 року. Обрали депутата обласної ради по виборчому списку Блоку Юлії Тимошенко Шапошніка В’ячеслава Івановича головою обласної ради. Обрали депутата обласної ради по виборчому списку Соціалістичної партії України Клочка Сергія Володимировича, заступником голови обласної ради.
На другому пленарному засіданні першої сесії обласної ради п'ятого скликання 12 травня 2006 року утворили президію обласної ради до якої  входять: голова ради, його заступник, голови постійних комісій ради, керівники депутатських груп та фракцій.    
Утворили  постійні комісії обласної ради у складі, а саме:
Постійна комісія з питань бюджету, фінансів, планування
| Голова комісії                  |                                                                                     |
| Єпіфанов Анатолій Олександрович | депутат, обраний по виборчому списку політичної партії “Народний Союз Наша Україна” |
| Члени комісії:                  |                                                                                     |
| Большунов Віталій Сергійович    | депутат, обраний по виборчому списку “Блоку Юлії Тимошенко”                         |
| Братушка Сергій Євгенович       | депутат, обраний по виборчому списку “Блоку Юлії Тимошенко”                         |
| Кирик Григорій Васильович       | депутат, обраний по виборчому списку Соціалістичної партії України                  |
| Остапенко Олег Миколайович      | депутат, обраний по виборчому списку “Блоку Юлії Тимошенко”                         |
| Поляков Григорій Михайлович     | депутат, обраний по виборчому списку Комуністичної партії України                   |
| Полілуй Микола Вікторович       | депутат, обраний по виборчому списку “Блоку Юлії Тимошенко”                         |
| Сугак Віктор Васильович         | депутат, обраний по виборчому списку Партії регіонів                                |
| Тимошенко Віктор Михайлович     | депутат, обраний по виборчому списку “Блоку Юлії Тимошенко”                         |
| Шпилько Наталія Дмитрівна       | депутат, обраний по виборчому списку Блоку Н.Вітренко “Народна опозиція”            |

Постійна комісія з питань агропромислового комплексу та соціального розвитку села
| Голова комісії                |                                                                                     |
| Ладика Володимир Іванович     | депутат, обраний по виборчому списку політичної партії “Народний Союз Наша Україна” |
| Члени комісії:                |                                                                                     |
| Волков Валерій Валентинович   | депутат, обраний по виборчому списку “Блоку Юлії Тимошенко”                         |
| Музикант Анатолій Миколайович | депутат, обраний по виборчому списку “Блоку Юлії Тимошенко”                         |
| Нефедов Юрій Інокентійович    | депутат, обраний по виборчому списку Соціалістичної партії України                  |
| Саєнко Олександр Іванович     | депутат, обраний по виборчому списку “Блоку Юлії Тимошенко”                         |
| Салманов Афган Фаган-огли     | депутат, обраний по виборчому списку Партії регіонів                                |
| Свирид Олег Олексійович       | депутат, обраний по виборчому списку “Блоку Юлії Тимошенко”                         |
| Черненко Петро Олексійович    | депутат, обраний по виборчому списку “Блоку Юлії Тимошенко”                         |
| Шовкун Олександр Михайлович   | депутат, обраний по виборчому списку політичної партії “Народний Союз Наша Україна” |

Постійна комісія з питань промисловості, енергетики, транспорту, зв’язку та розвитку підприємництва
| Голова комісії                   |                                                                                     |
| Середа Віктор Миколайович        | депутат, обраний по виборчому списку “Блоку Юлії Тимошенко”                         |
| Члени комісії:                   |                                                                                     |
| Башкиров Микола Олександрович    | депутат, обраний по виборчому списку Партії регіонів                                |
| Гончарук Володимир Станіславович | депутат, обраний по виборчому списку “Блоку Юлії Тимошенко”                         |
| Кобзєв Володимир Васильович      | депутат, обраний по виборчому списку “Блоку Юлії Тимошенко”                         |
| Ляшенко Віктор Михайлович        | депутат, обраний по виборчому списку Комуністичної партії України                   |
| Марюха Василь Іванович           | депутат, обраний по виборчому списку “Блоку Юлії Тимошенко”                         |
| Розторгуєва Наталія Борисівна    | депутат, обраний по виборчому списку Соціалістичної партії України                  |
| Телющенко Іван Федорович         | депутат, обраний по виборчому списку політичної партії “Народний Союз Наша Україна” |
| Трофименко Микола Олексійович    | депутат, обраний по виборчому списку політичної партії “Народний Союз Наша Україна” |

Постійна комісія з питань житлово-комунального та дорожнього господарства, будівництва, архітектури та надзвичайних ситуацій
| Голова комісії                    |                                                                                     |
| Пугач Володимир Миколайович       | депутат, обраний по виборчому списку “Блоку Юлії Тимошенко”                         |
| Члени комісії:                    |                                                                                     |
| Бірченко Микола Вікторович        | депутат, обраний по виборчому списку політичної партії “Народний Союз Наша Україна” |
| Кіріченко Сергій Єфремович        | депутат, обраний по виборчому списку Соціалістичної партії України                  |
| Кудін Олександр Анатолійович      | депутат, обраний по виборчому списку “Блоку Юлії Тимошенко”                         |
| Михайленко Геннадій Володимирович | депутат, обраний по виборчому списку Партії регіонів                                |
| Москальов Сергій Олександрович    | депутат, обраний по виборчому списку “Блоку Юлії Тимошенко”                         |
| Поляков Едуард Вікторович         | депутат, обраний по виборчому списку “Блоку Юлії Тимошенко”                         |

Постійна комісія з питань охорони здоров’я, материнства, дитинства, прав жінок та соціального захисту населення
| Голова комісії             |                                                                                     |
| Рохманова Діана Ігорівна   | депутат, обраний по виборчому списку Комуністичної партії України                   |
| Члени комісії:             |                                                                                     |
| Бондар Антоніна Вікторівна | депутат, обраний по виборчому списку “Блоку Юлії Тимошенко”                         |
| Неофітна Лілія Павлівна    | депутат, обраний по виборчому списку “Блоку Юлії Тимошенко”                         |
| Рудакова Лариса Олексіївна | депутат, обраний по виборчому списку політичної партії “Народний Союз Наша Україна” |
| Ходькова Аліна Миколаївна  | депутат, обраний по виборчому списку Соціалістичної партії України                  |

Постійна комісія з питань законності та правопорядку, зв’язків з громадськістю та інформаційної політики
| Голова комісії                |                                                                                     |
| Франчук Олег Геннадійович     | депутат, обраний по виборчому списку “Блоку Юлії Тимошенко”                         |
| Члени комісії:                |                                                                                     |
| Ворона Людмила Олексіївна     | депутат, обраний по виборчому списку Блоку Н.Вітренко “Народна опозиція”            |
| Матвієнко Микола Іванович     | депутат, обраний по виборчому списку “Блоку Юлії Тимошенко”                         |
| Руденко Анатолій Феодосійович | депутат, обраний по виборчому списку Комуністичної партії України                   |
| Смажник Микола Федорович      | депутат, обраний по виборчому списку політичної партії “Народний Союз Наша Україна” |
| Толбатов Валерій Миколайович  | депутат, обраний по виборчому списку Партії регіонів                                |
| Устименко Микола Петрович     | депутат, обраний по виборчому списку Соціалістичної партії України                  |

Постійна комісія з питань освіти, науки, культури та туризму
| Голова комісії                  |                                                                                     |
| Васильєв Анатолій Васильович    | депутат, обраний по виборчому списку Соціалістичної партії України                  |
| Члени комісії:                  |                                                                                     |
| Білокобильська Любов Борисівна  | депутат, обраний по виборчому списку “Блоку Юлії Тимошенко”                         |
| Грицай Олександр Федорович      | депутат, обраний по виборчому списку політичної партії “Народний Союз Наша Україна” |
| Курасова Наталія Вікторівна     | депутат, обраний по виборчому списку Блоку Н.Вітренко “Народна опозиція”            |
| Ребенок Іван Максимович         | депутат, обраний по виборчому списку Комуністичної партії України                   |
| Стаховський Сергій Мечиславович | депутат, обраний по виборчому списку “Блоку Юлії Тимошенко”                         |

Постійна комісія з питань земельних, водних ресурсів, лісового господарства, екології та довкілля
| Голова комісії                  |                                                                                     |
| Токар Володимир Миколайович     | депутат, обраний по виборчому списку “Блоку Юлії Тимошенко”                         |
| Члени комісії:                  |                                                                                     |
| Борц Костянтин Львович          | депутат, обраний по виборчому списку Блоку Н.Вітренко “Народна опозиція”            |
| Дрига Володимир Олександрович   | депутат, обраний по виборчому списку “Блоку Юлії Тимошенко”                         |
| Луговий Владислав Віталійович   | депутат, обраний по виборчому списку “Блоку Юлії Тимошенко”                         |
| Малік Віталій Вікторович        | депутат, обраний по виборчому списку “Блоку Юлії Тимошенко”                         |
| Моісеєнко Віталій Володимирович | депутат, обраний по виборчому списку політичної партії “Народний Союз Наша Україна” |
| Савченко Григорій Тимофійович   | депутат, обраний по виборчому списку “Блоку Юлії Тимошенко”                         |
| Федірко Петро Трохимович        | депутат, обраний по виборчому списку Соціалістичної партії України                  |
| Федченко Віктор Іванович        | депутат, обраний по виборчому списку “Блоку Юлії Тимошенко”                         |
| Шаповал Євген Іванович          | депутат, обраний по виборчому списку політичної партії “Народний Союз Наша Україна” |

Постійна комісія з питань управління комунальною власністю та приватизації
| Голова комісії                    |                                                                                     |
| Добровольський Юрій Володимирович | депутат, обраний по виборчому списку Партії регіонів                                |
| Члени комісії:                    |                                                                                     |
| Безверха Любов Володимирівна      | депутат, обраний по виборчому списку “Блоку Юлії Тимошенко”                         |
| Кержаков Валерій Іванович         | депутат, обраний по виборчому списку політичної партії “Народний Союз Наша Україна” |
| Небилов Олександр Костянтинович   | депутат, обраний по виборчому списку “Блоку Юлії Тимошенко”                         |
| Шерстюк Володимир Олександрович   | депутат, обраний по виборчому списку “Блоку Юлії Тимошенко”                         |

Постійна комісія з питань розвитку місцевого самоврядування, територіального устрою,  депутатської діяльності, етики, регламенту
| Голова комісії                 |                                                                                     |
| Даниленко Володимир Андрійович | депутат, обраний по виборчому списку Комуністичної партії України                   |
| Члени комісії:                 |                                                                                     |
| Зубко Володимир Іванович       | депутат, обраний по виборчому списку політичної партії “Народний Союз Наша Україна” |
| Панченко Володимир Васильович  | депутат, обраний по виборчому списку політичної партії “Народний Союз Наша Україна” |
| Сопік Анатолій Лукич           | депутат, обраний по виборчому списку “Блоку Юлії Тимошенко”                         |
| Щастний Іван Федорович         | депутат, обраний по виборчому списку “Блоку Юлії Тимошенко”                         |

Постійна комісія з питань розвитку молодіжної політики, спорту
| Голова комісії                |                                                                                     |
| Шепотько Оксана Олександрівна | депутат, обраний по виборчому списку “Блоку Юлії Тимошенко”                         |
| Членів комісії:               |                                                                                     |
| Глушко В’ячеслав Михайлович   | депутат, обраний по виборчому списку політичної партії “Народний Союз Наша Україна” |
| Курок Олександр Іванович      | депутат, обраний по виборчому списку Соціалістичної партії України                  |
| Недогрєєва Людмила Степанівни | депутат, обраний по виборчому списку Партії регіонів                                |
| Шевченко Світлана Юріївна     | депутат, обраний по виборчому списку Комуністичної партії України                   |

Постійна комісія з питань соціально - економічного розвитку, економіки та інвестиційної політики
| Голова комісії               |                                                                                     |
| Березін Микола Якович        | депутат, обраний по виборчому списку Блоку Н.Вітренко “Народна опозиція”            |
| Члени комісії:               |                                                                                     |
| Бистрицький Микола Якович    | депутат, обраний по виборчому списку “Блоку Юлії Тимошенко”                         |
| Демура Володимир Олексійович | депутат, обраний по виборчому списку Партії регіонів                                |
| Жерьобкін Дмитро Панасович   | депутат, обраний по виборчому списку Соціалістичної партії України                  |
| Кучкова Віра Пилипівна       | депутат, обраний по виборчому списку “Блоку Юлії Тимошенко”                         |
| Сапсай Володимир Іванович    | депутат, обраний по виборчому списку політичної партії “Народний Союз Наша Україна” |
| Часник Микола Григорович     | депутат, обраний по виборчому списку “Блоку Юлії Тимошенко”                         |
| Шаповал Валентина Михайлівна | депутат, обраний по виборчому списку політичної партії “Народний Союз Наша Україна” |